# Kezenoïam
Le Kezenoïam (en russe : Кезенойам; en tchétchène : Къоьзана Іам, ce qui signifie « lac bleu ») est un lac situé en Russie à la frontière de la Tchétchénie (raïon de Vedeno) et du Daghestan (raïon de Botlikh). C'est le lac le plus étendu et le plus profond du Caucase du Nord.

## Géographie
Ce lac de haute montagne est le plus étendu et le plus profond du Caucase du Nord. Il est situé au bord des pentes méridionales des monts Andi du Grand Caucase à une altitude de 1 869 mètres et s'étend sur 2 km2. Deux petites rivières de montagne viennent se jeter dans le lac: les rivières Kharsoum (au nord) et Kaoukha (à l'est), ainsi que de petits torrents. Sa profondeur maximale n'a pas encore été trouvée, mais sa profondeur moyenne est d'environ 72 mètres. Le Kezenoïam mesure du nord au sud 2 kilomètres et d'ouest en est 2,7 kilomètres. Sa largeur maximale est de 735 mètres et le contour de ses rives 10 kilomètres.

## Température
Les eaux du lac sont froides et ne dépassent pas 17 °C en été à la surface et 5 °C à 20 mètres de profondeur. L'hiver le lac est recouvert d'une mince couche de glace de 70 à 80 cm.

## Faune
Un salmonidé endémique vit dans ce lac, Salmo ezenami, décrit par Lev Berg en 1948, mais l'introduction de Squalius cephalus (sorte de chevesne)  menace sa survie.

## Tourisme

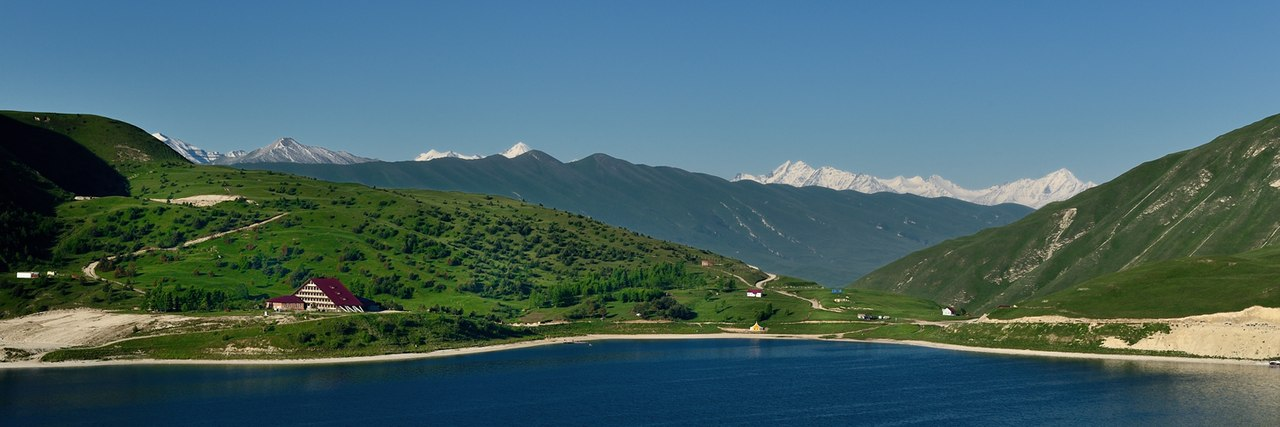
Vue du lac en été

Une base de tourisme a été construite au bord du lac permettant de pratiquer les sports nautiques à la belle saison.

### Source
- (ru) Cet article est partiellement ou en totalité issu de l’article de Wikipédia en russe intitulé « Кезенойам » (voir la liste des auteurs).